# Bohinj
Bohinj es un municipio situado en el noroeste de Eslovenia, en los Alpes Julianos. También es el nombre del valle glaciar situado en la misma zona, de veinte kilómetros de largo y hasta cinco de ancho, por el cual fluye el río Savica, que tras formar el lago Bohinj toma la denominación de Sava Bohinjka.
El municipio de Bohinj tiene veinticuatro pueblos.

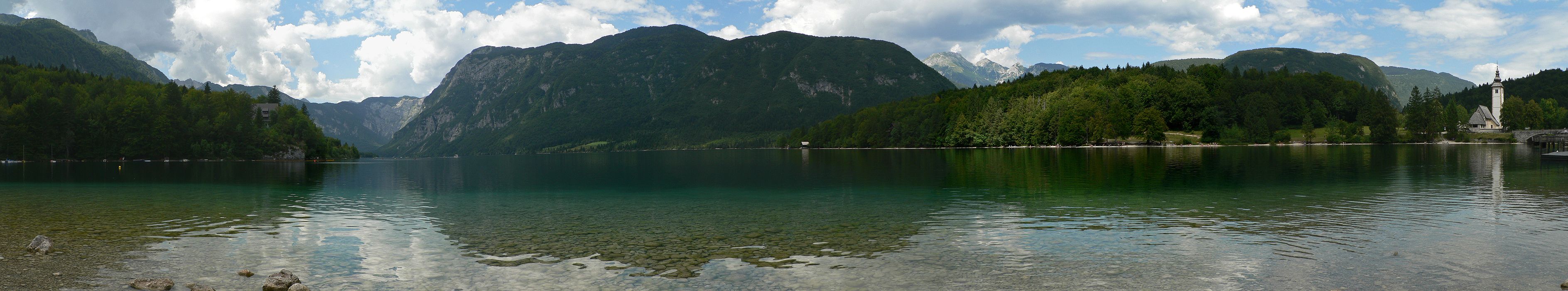
El lago de Bohinj.

## Bohinjska Bistrica
Bohinjska Bistrica es la población más grande del municipio, con una población de 1700 habitantes, y el centro cultural de la región. Se encuentra al lado de estación de ferrocarril y se sitúa a 512 m s. n. m.
Las actividades económicas más importantes son el turismo, tanto como residencia estival como en el ámbito de los deportes de invierno, la industria de la madera y la producción de leche. Existe también una fundición de hierro, en lo que se apoyó la herrería.
- Datos: Q833595
- Multimedia: Bohinj / Q833595